# Bang (thực vật)
Bang hay còn gọi lò bo, lát hoa (danh pháp khoa học: Brownlowia tabularis) là một loài thực vật có hoa trong họ Cẩm quỳ. Loài này được Pierre mô tả khoa học đầu tiên năm 1888.